# 梁祖恩
梁祖恩，字眉子，號久竹，浙江錢塘人，清朝政治人物。舉人出身。

## 生平
梁同書之孫，梁履繩之子。原名常，嘉慶戊午舉人。嘉慶二十二年，接替周以勋。擔任江蘇宜興縣知縣。后由張邁選接任。